# Audio Adrenaline
Audio Adrenaline — американская группа христианского рока, образовавшаяся в 1986 году в Кентуккийском христианском университете в Грейсоне, штат Кентукки. Группа получила признание в 1990-е годы, получив две премии «Грэмми» и несколько премий Dove Awards. Audio Adrenaline регулярно выступали на ежегодных фестивалях Creation Festival, Spirit West Coast Festival, Agape Music Festival и Alive Festival. В 2007 году группа распалась из-за спазматической дисфонии вокалиста Марка Стюарта. За это время группа выпустила восемь студийных альбомов.
После перерыва группа реформировалась в 2012 году, причем из первоначального состава вернулся только басист Уилл Макгиннисс. Новым вокалистом Audio Adrenaline стал Кевин Макс, бывший участник DC Talk. Этот новый состав выпустил альбом Kings & Queens 12 марта 2013 года. В июне 2014 года Макс покинул пост вокалиста группы. Его заменил Джош Энглер, бывший участник группы Abandon, до февраля 2015 года, когда Адам Эйджи из Stellar Kart получил предложение и согласился на эту роль.
В 2015 году Макгиннисс покинул группу, в результате чего в составе не осталось ни одного оригинального участника. Первый сингл нового состава Audio Adrenaline, «Love Was Stronger», был выпущен в 2015 году и вошел в Sound of the Saints, их десятый студийный альбом.

## История
См. также «Audio Adrenaline History» в английском разделе.
Группа была образована как A-180 в 1986 году Марком Стюартом (вокал), Барри Блэром (гитара), Уиллом Макгинниссом (бас), Дэвидом Стюартом (клавишные) и Филом Воганом (ударные), которые учились в Кентуккийском христианском университете.

## Дискография
См. также «Audio Adrenaline discography» в английском разделе.
- Audio Adrenaline (1992)
- Don’t Censor Me (1993)
- Bloom (1996)
- Some Kind of Zombie (1997)
- Underdog (1999)
- Lift (2001)
- Hit Parade (2001)
- Worldwide (2003)
- Until My Heart Caves In (2005)
- Adios: The Greatest Hits (2006)
- Kings & Queens (2013)
- Sound of the Saints (2015)

### Музыкальные видео
- «PDA» (Audio Adrenaline, 1992)
- «AKA Public School» (Don’t Censor Me, 1993)
- «Big House» (Don’t Censor Me, 1994)
- «We’re a Band» (Don’t Censor Me, 1994)
- «Never Gonna Be As Big As Jesus» (Bloom, 1996)
- «Free Ride» (Bloom, 1996)
- «Some Kind of Zombie» (Some Kind of Zombie, 1997)
- «Blitz (featuring The O.C. Supertones)» (Some Kind of Zombie, 1998)
- «Get Down» (Underdog, 1999)
- «Hands and Feet» (Underdog, 2000)
- «Ocean Floor» (Lift, 2001)
- «Rejoice» (Lift, 2002)
- «Church Punks (live)» (Worldwide, 2003)
- «Leaving 99 (live)» (Worldwide, 2003)
- «Kings & Queens» (Kings & Queens, 2012)
- «Believer» (Kings & Queens, 2013)

## Награды и номинации

### Grammy Awards
| Год  | Награда                                          | Результат |
| ---- | ------------------------------------------------ | --------- |
| 1997 | Best Rock Gospel Album (Bloom)                   | Номинация |
| 1999 | Best Rock Gospel Album (Some Kind of Zombie)     | Номинация |
| 2000 | Best Rock Gospel Album (Underdog)                | Номинация |
| 2003 | Best Rock Gospel Album (Lift)                    | Номинация |
| 2004 | Best Rock Gospel Album (Worldwide)               | Победа    |
| 2006 | Best Rock Gospel Album (Until My Heart Caves In) | Победа    |

### GMA Dove Awards
| Год  | Награда                                                                    | Ррезультат |
| ---- | -------------------------------------------------------------------------- | ---------- |
| 1996 | Long Form Music Video of the Year («Big House»)                            | Победа     |
| 1998 | Modern Rock Recorded Song of the Year («Some Kind of Zombie»)              | Победа     |
| 2000 | Rock Recorded Song of the Year («Get Down»)                                | Победа     |
| 2002 | Rock Recorded Song of the Year ("Will Not Fade)                            | Номинация  |
| 2003 | Group of the Year                                                          | Номинация  |
| 2003 | Pop/Contemporary Recorded Song of the Year («Ocean Floor»)                 | Номинация  |
| 2003 | Rock Album of the Year (Lift)                                              | Победа     |
| 2004 | Rock Recorded Song of the Year («Dirty»)                                   | Номинация  |
| 2004 | Rock/Contemporary Album of the Year (Worldwide)                            | Номинация  |
| 2004 | Long Form Music Video of the Year (Alive)                                  | Номинация  |
| 2008 | Rock Album of the Year (Live from Hawaii: The Farewell Concert)            | Номинация  |
| 2008 | Long Form Music Video of the Year (Live from Hawaii: The Farewell Concert) | Победа     |